# رفع الكرة (كرة القدم)
رفع الكرة أو (بالإنجليزية: Chip)‏ أو (بالإنجليزية: lob)‏، هي تسديدة يتم فيها ركل الكرة من الأسفل بدقة ولكن بأقل من القوة القصوى، لإطلاقها عالياً في الهواء إما لتمريرها فوق رؤوس الخصوم أو للتسجيل. هدف فوق حارس المرمى.
بشكل عام، يتطلب اللوب أن يسدد اللاعب الكرة بمقدمة قدمه، باستخدام إصبع القدم لرفع الكرة لأعلى في الهواء. تُستخدم في الغالب للتسجيل، وهي تركز على إيصال الكرة إلى قدر معين من الارتفاع الرأسي، حيث لا يستطيع حارس المرمى الوصول إليها ومن ثم إعادتها للأسفل مرة أخرى إلى المرمى. يتطلب الأمر قدرًا معينًا من التقنية والدقة للقيام به، وقد قام لاعبون مثل كريستيانو رونالدو وكارلوس فيلا وراؤول غونزاليس وراداميل فالكاو ورونالدينيو وروبرتو باجو وروماريو وفرانشيسكو توتي وأليساندرو دل بييرو وليونيل ميسي بتحركاتها المميزة.
عندما يستخدم لاعب تسديدة من ركلة جزاء عند تنفيذ ركلة جزاء، يطلق عليها اسم بانينكا، على اسم لاعب كرة القدم التشيكي أنتونين بانينكا، الذي اشتهر بتسجيل ركلة الترجيح في ركلات الترجيح في نهائي بطولة أمم أوروبا 1976 بهذه الطريقة، عندما هزم حارس مرمى ألمانيا الغربية سيب ماير ليفوز بلقب منتخب تشيكوسلوفاكيا باللقب.